# Anolis tropidonotus
Anolis tropidonotus (великолускатий аноліс) — вид ігуаноподібних ящірок родини анолісових (Dactyloidae). Мешкає в Мексиці і Центральній Америці.

## Поширення і екологія
Великолускаті аноліси поширені від північного Веракруса до північної Гватемали і Беліза, зокрема на півострові Юкатан. Вони живуть у вологих і сухих тропічних лісах, на висоті до 1200 м над рівнем моря.